# Кеплер (місячний кратер)
Кратер Кеплер на Місяці — великий ударний кратер між Океаном Бур і Морем Островів на видимій стороні Місяця.
Названий на честь німецького математика, астронома, механіка, оптика, першовідкривача законів руху планет Сонячної системи Йоганна Кеплера (1571—1630); затверджено Міжнародним астрономічним союзом (МАС) у 1935 році. Утворення кратера відноситься до коперніківського періоду.

## Опис кратера

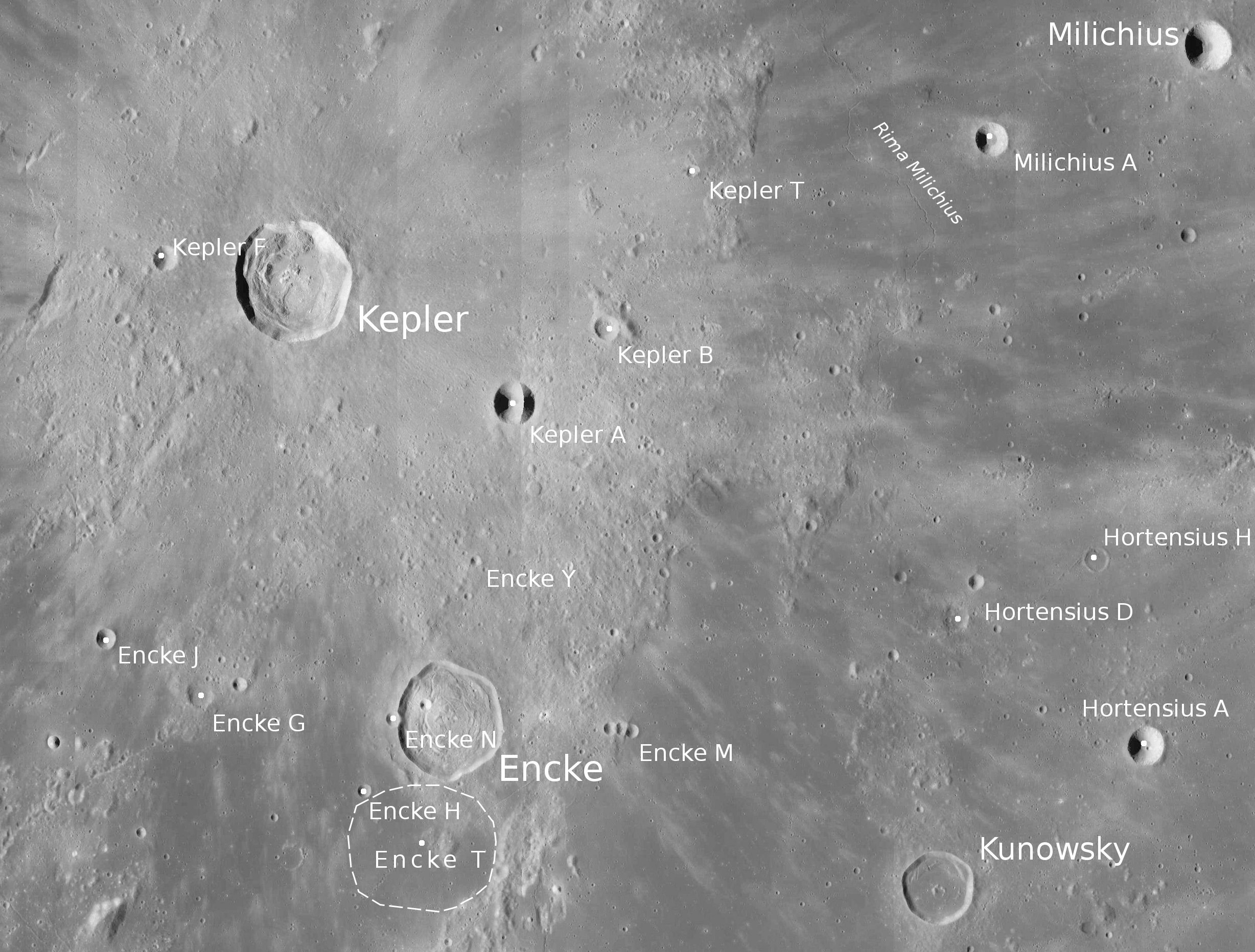
Околиці кратера Кеплер. Знімок зонда Lunar Reconnaissance Orbiter.

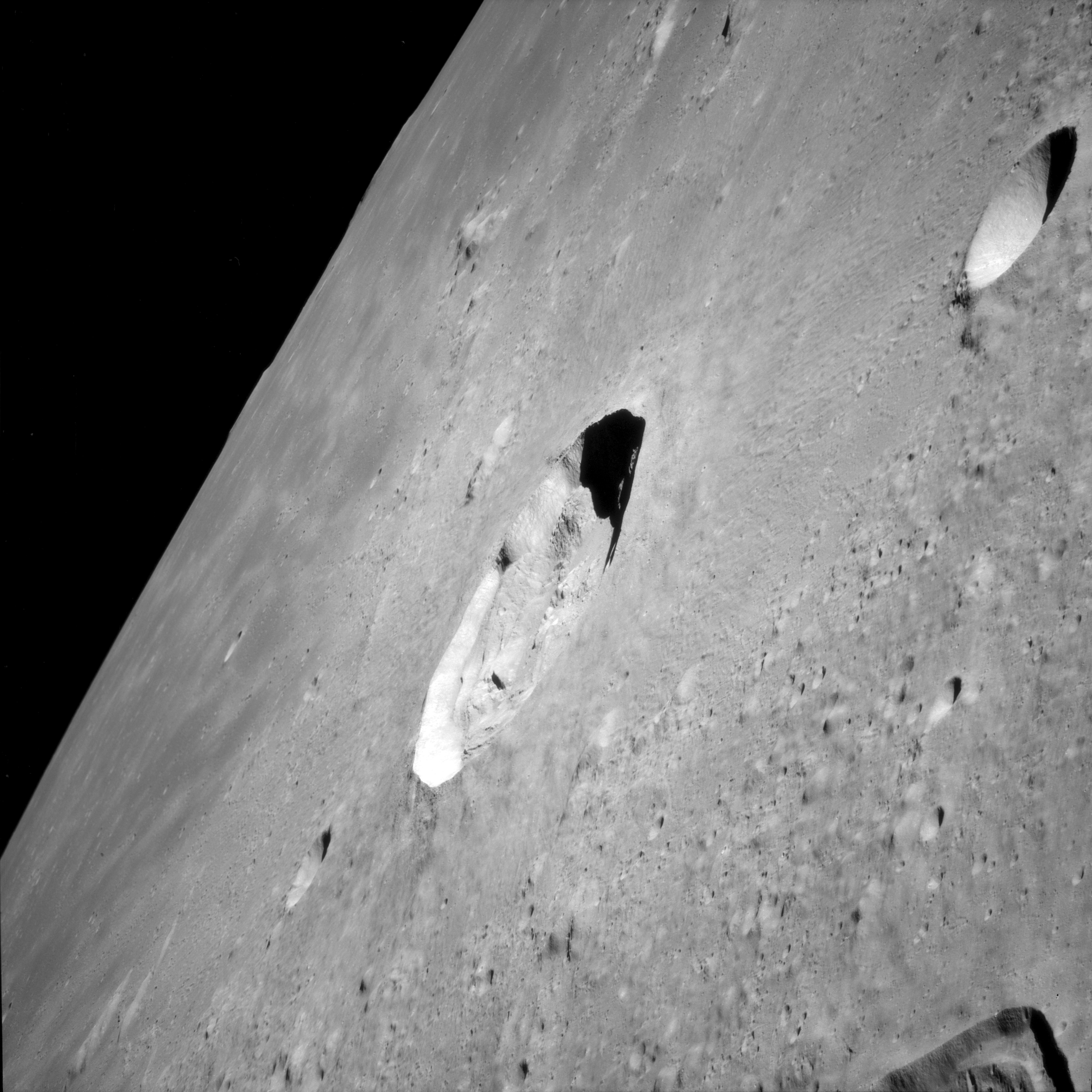
Кратер Кеплер, сфотографований апаратом «Аполлон-12»

Найближчими сусідами кратера є кратер Маріус на заході — північному заході; кратер Бессаріон на півночі; кратер Міліхій на сході — північному сході; кратер Енке на півдні — південному сході та кратер Местлін на південному заході.
Селенографічні координати центру кратера 8°07′ пн. ш. 38°01′ зх. д. / 8.12° пн. ш. 38.01° зх. д., діаметр 29,5 км, глибина 2,7 км.

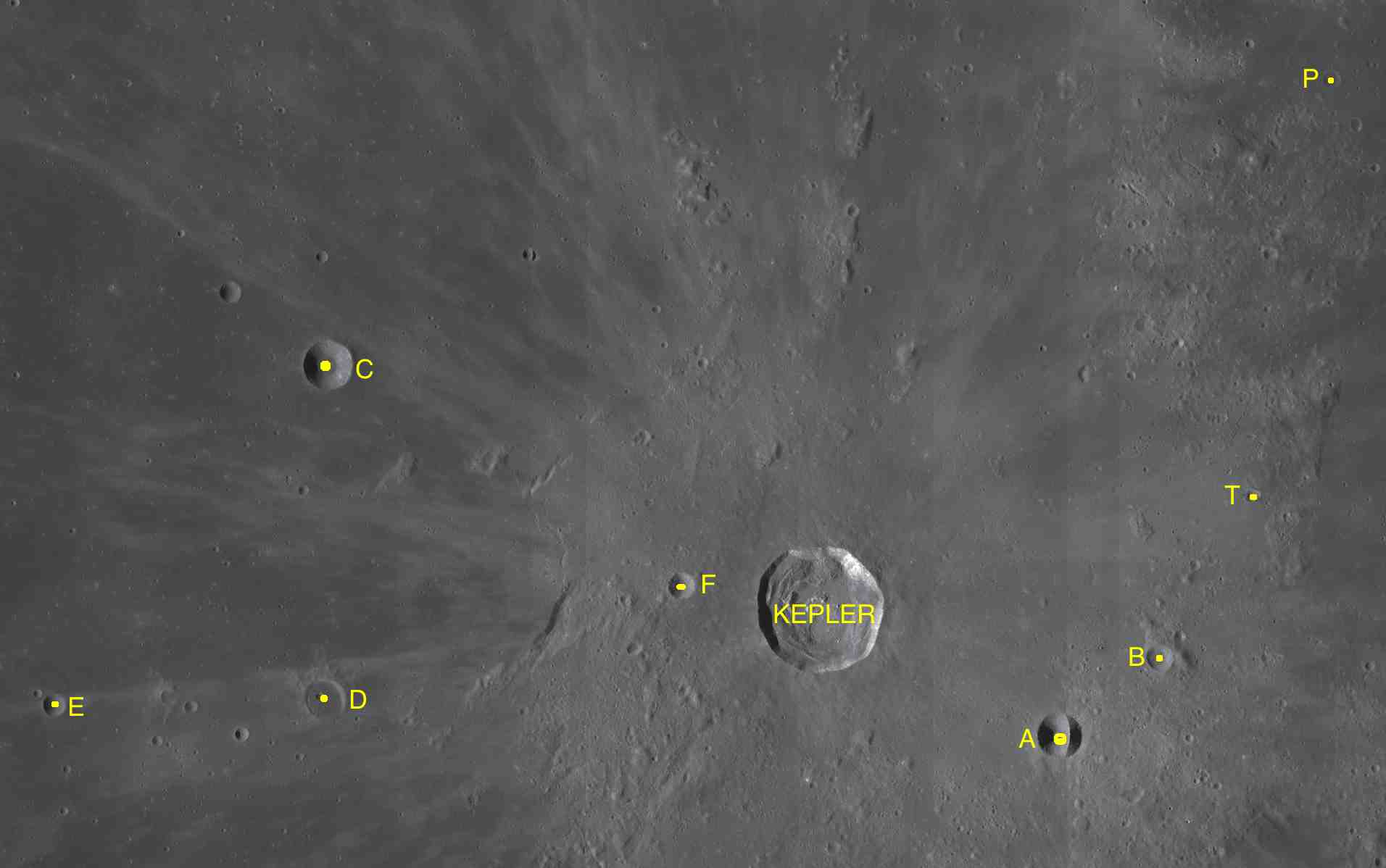
Фрагмент карти LAC-57.

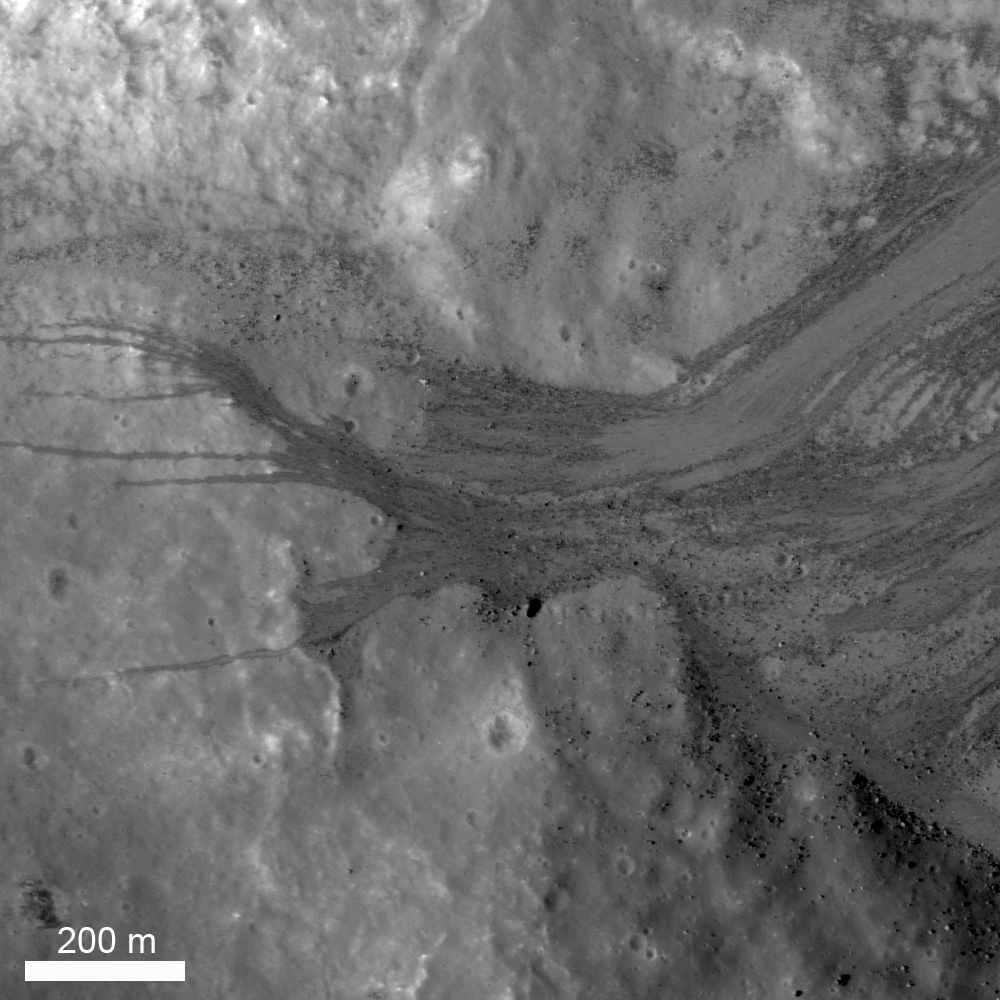
Зсуви в північно-східній частині внутрішнього схилу кратера Кеплер. Знімок Lunar Reconnaissance Orbiter.

Кратер добре видно навіть в маленький телескоп, оскільки він має систему світлих променів, подібно кратерам Коперник і Тихо. Система променів простягається на відстань понад 300 км і перекриває променеві системи інших кратерів. Місцевість навколо кратера має яскравість 5° по таблиці яскравостей Шретера, чаша кратера має яскравість 7°.

Кеплер має полігональну форму і практично не піддався руйнуванню. Вал високий, із гострою, чітко окресленої кромкою, внутрішній схил валу терасовідні структури, у його підніжжя видно сліди обвалу. Кут західної частини внутрішнього схилу становить 42°. Один із піків у західній частині вала досягає висоти близько 3000 м, об'єм кратера становить приблизно 660 км³. Дно чаші має невеликий центральний пік заввишки близько 200 м.
Асоціація спостерігачів Місяця та планет (ALPO) відносить кратер Кеплер до кратерів із яскравою системою променів і кратерів із темними радіальними смугами на внутрішньому схилі.

## Швидкоплинні місячні явища
У кратері Кеплер неодноразово спостерігалися швидкоплинні місячні явища (ШМЯ) у вигляді світіння під час затемнень, збільшення яскравості, помутніння.

## Сателітні кратери
| Кеплер | координати                                                | Діаметр, км |
| ------ | --------------------------------------------------------- | ----------- |
| A      | 7°08′ пн. ш. 36°07′ зх. д. / 7.14° пн. ш. 36.12° зх. д.   | 10,7        |
| B      | 7°44′ пн. ш. 35°20′ зх. д. / 7.74° пн. ш. 35.33° зх. д.   | 6,2         |
| C      | 10°01′ пн. ш. 41°52′ зх. д. / 10.01° пн. ш. 41.86° зх. д. | 11,5        |
| D      | 7°25′ пн. ш. 41°53′ зх. д. / 7.42° пн. ш. 41.89° зх. д.   | 9,5         |
| E      | 7°23′ пн. ш. 44°01′ зх. д. / 7.38° пн. ш. 44.02° зх. д.   | 5,2         |
| F      | 8°19′ пн. ш. 39°05′ зх. д. / 8.31° пн. ш. 39.09° зх. д.   | 6,1         |
| P      | 12°13′ пн. ш. 33°59′ зх. д. / 12.21° пн. ш. 33.99° зх. д. | 4,1         |
| T      | 9°00′ пн. ш. 34°37′ зх. д. / 9° пн. ш. 34.61° зх. д.      | 2,6         |

- У кратері Кеплер і в сателітному кратері Кеплер А зареєстровані термальні аномалії під час місячних затемнень. Це явище пояснюється невеликим віком кратера і відсутністю достатнього шару реголіту, який надає термоізоляції.
- Утворення сателітного кратера Кеплер А відноситься до коперниківського періоду[6].
- Утворення сателітних кратерів Кеплер C і E відноситься до ератосфенівського періоду[6].
- Утворення сателітного кратера Кеплер D відноситься до раннеімбрійского періоду[6].